# Agripa Furi Fus
Agrippa Furi Fus (en llatí Agrippa Furius Fusus) va ser un magistrat romà del segle v aC. Formava part de la gens Fúria, una antiga gens romana d'origen patrici.
Va ser tribú amb potestat consolar l'any 391 aC just un any abans que Roma fos conquerida pels gals.